# Xınalı
Xınalı è un comune dell'Azerbaigian situato nel distretto di Goranboy. Conta una popolazione di 865 abitanti.